# تننن ریشین-ریو
تن ریشین-ریو (به ژاپنی: 天然理心流 Tennen Rishin-ryū)، یکی از هنرهای رزمی ژاپنی است، که معمولاً به عنوان سبکی شناخته می‌شود که توسط چندین عضو اصلی شینسنگومی انجام می‌شد.